# 33221 Raqueljacobson
33221 Raqueljacobson è un asteroide della fascia principale. Scoperto nel 1998, presenta un'orbita caratterizzata da un semiasse maggiore pari a 2,2014367 UA e da un'eccentricità di 0,1819447, inclinata di 4,94540° rispetto all'eclittica.